# Вир (приток Сейма)
Вир (укр. Вир) — река Сумской области Украины, левый приток Сейма.
Длина реки — 62 км, площадь водосборного бассейна — 1250 км².
На месте села Виры близ Белополья сохранились останки древнерусского средневекового города Вырь (Вырем, Вырьск, Вырев), древнейшего в Переяславском княжестве. Рядом, близ г. Глухов — Гамалиевский монастырь (Харлампиевский монастырь; XVII-XVIII века) в селе Гамалиевка.

## История
Город Вырь (Вирское городище), основанный у слияния рек Вир (Выря) и Крыга, в русских летописях упоминается под 1096 годом и прославился борьбой Владимира Мономаха против половцев. В XII веке во времена событий по случаю взятия Андреем Боголюбским Киева, туровский князь Изяслав Давидович говорит: «К половцам нельзя мне идти, а у Выря не хочу помирать с голоду, лучше мне здесь умереть». Историк Карамзин пишет, что в 1159 году Изяслав ходил воевать Путивль и Вырь и приводит следующий текст Киевской летописи: «Выревци ж не пустиша его. Он же вызвратися, иде в Зарытый и ту пребыв, опять възвратися в Вырь». В Ипатьевской летописи под 1160 годом при описании того же похода туровского князя Изяслава Давидовича на Путивль и Вырь сказано: «Выревцы ж затворишася от него, и не пустиша его, к себе, он же оттуда възвративъся иде в Зартый и ту перебыв иде опять, възративъся в Вырь». Около 1239 года Вырь, как и многие другие города (Баручь, Римов, Вьяхань, Вщиж, Папаш на реке Попадь, впадающей в Вырю) был разрушен монголо-татарами. После этого времени про Вырь летописцам ничего не известно. В переписной книге Ливенского уезда, составленной в 1615 году, сказано при перечислении угодий, пожалованных Путивльскому монастырю, наряду с пахотной землей упоминались бортные угодья, бобровые гоны на р. Выри, вслуды, перевесы, рыбные ловли.
Есть предположение, что г. Вырь упоминает под именем Фира (Кира) арабский историк из Палермо ал-Идриси.

## Этимология
Название Выря очевидно происходит от южнорусских диалектов, передающих слова «пучина, водоворот, заверть, суводь, сувой», в тверском говоре вырем называли пойменный луг или покос, а также в ряде других диалектах — это полуостров, пойма или калач. Куряне издавна зовут «выреем» жаворонка, тверские и псковские крестьяне колдунов и ворожей (сравните другое название города на р. Сейм — Ворожба), у украинцев это — «рай», «загадочный край», «волшебное царство». «Бырь» в речи архангелогородцев — пучина, втяжня или закрутень, у жителей Твери и Ржева — место наибольшей силы огня при пожаре. Вырник — растение Teramnus.
В Англии есть река Wyre (whirle «водоворот»).
Похожие названия есть в Ленинградской области: река с одноимённым посёлком Вырица и посёлок деревня Выра под Гатчиной, где было родовое имение писателя Набокова. Святая Вырица — место связано с именем преподобного Серафима Вырицкого (1866—1949), прославленного ныне в лике святых Русской православной церкви, широко известно православным христианам далеко за пределами С.-Петербургской епархии.

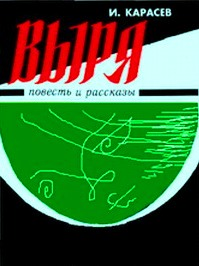
Обложка книги И. Карасева «Выря»

В повести «Станционный смотритель» А. С. Пушкина звать одного из главных персонажей — Самсон Вырин. По повести создан литературно-мемориальный музей «Дом станционного смотрителя» в деревне Выра Гатчинского района Ленинградской области. В эстонском языке есть слово võru «чужой, иностранный» (ср. эстонский г. Выру), карельском, вепсском и ижорском языках в названиях озёр (лимонимах) vir- означает «кривой, изогнутый». В Карелии существовала старая Вырозерская волость, расположенная на материковой дороге из Толвуи в Кузаранду, которая сейчас свелась к нескольким домам.
Близ г. Катовице в Южной Польше есть населённый пункт Выры.
Легендарный образ Выри, как некоего загадочного, рокового и мрачного места с множеством озёр и болот, населённых невидимыми существами, нашёл отражение в повести «Выря» И. Карасёва. Похожее название и у фантастического рассказа Н. Лазаревой «Вырь», где воссоздаётся альтернативное прошлое, «повести временны́х поверхностей истории».
Аллюзии и реминисценции со словами «вырь», «вырей» (в значении «рай») сравните у В. Хлебникова.

В пору, когда в вырей
Времирей умчались стаи,: Я времушком-камушком игрывало,: И времушек-камушек кинуло,: И времушко-камушко кануло,: И времыня крылья простерла.

В 1983 году украинский режиссёр Станислав Клименко создаёт художественный фильм «Выр» на киностудии им. Довженко (такое же название было у романа украинского писателя Григория Тютюнника).

## Интересные факты
- В Среднесеймском заказнике близ села Новые Вирки, в водах реки Выря водится выхухоль, одно из самых крупных насекомоядных, реликтовый вид, эндемичный на территории России.
- В окрестностях Выри до сих пор сохраняются потомки субэтнических групп русского народа (полехи, саяны, горюны), предположительно возникшие в результате смешения автохтонного населения — древнего племени северян, сохранившихся с домонгольских времён и белорусских, а также отчасти литовских переселенцев из Великого Княжества Литовского.[8] У горюнов (в основном в Конотопском районе Сумской области Украины) сохраняются уникальные черты полифонического пения.